# 井垣清明
氏名（号）井垣 清明（いがき せいめい、1944年　-　）は日本の書家。井垣北城長子。中国大陸に1965年～2019年の間に33回訪問。中華人民共和国河南省信陽市のホームページでは「書法理論家」と紹介されている。日中友好協会参与。全日本書道連正会員。書道文化研究会会員。東京都日中友好協会参与・書道部会副会長。「蘭亭書会」東京研究院名誉顧問。東京都在住。
平成28年より令和6年まで、日本書学院代表。
略歴
東京都立小石川高等学校（現東京都立小石川中等教育学校）卒業
早稲田大学第一文学部卒業
東京都立大学大学院文学研究科中退

## 講師など
- 國學院大學講師（2015年3月31日までの31年間勤務）
- 国士舘大学講師（2015年3月31日までの10年間勤務）
- 跡見学園女子大学講師（1976年6月～1989年3月までの13年間）

## 著書
- 「針刺麻酔」（共訳）1974年2月　東方堂
- 「針灸学」　（共訳）1977年6月　刊々堂出版　第14回日本翻訳文化賞受賞
- 「書道事典」（共著）
- 「大学書道」（共著）

外部リンク
日本書学院
http://nissyogaku.com/profile.html